# ۷۰۸ (قمری)
۷۰۸ (قمری)، هفتصد و هشتمین سال در گاهشماری هجری قمری است. اول محرم این سال برابر با بیست و نهم ژوئن سال ۱۳۰۸ میلادی است.

## وابسته
- مرینیان